# Papp János (gépészmérnök)
Erzsébetvárosi Papp János (Erzsébetváros, 1862. január 6. – Budapest, 1943. február 3.) erdélyi örmény származású magyar gépészmérnök, mozdonytervező, a Magyar Királyi Államvasutak (MÁV) osztályvezető igazgatója, udvari és miniszteri tanácsos.

## Életpályája
1884-ben végzett a Bécsi Műszaki Egyetemen. Ezt követően a Magyar Királyi Államvasutaknál helyezkedett el, ahol 1906-tól a gépészeti főosztály vontatási osztályának, majd 1910-től magának a gépészeti főosztálynak lett az igazgatója. Útmutatásával készültek el az 1911 és 1913 között megépített MÁV Északi Fűtőházának vontatási szempontú tervei. Mozdonyszerkesztőként jelentős szerepe volt az úgynevezett „Prairie” rendszerű mozdonyok áttervezésében, hogy azokat a magyar viszonyok között lehessen működtetni. Nevéhez fűződik 1908-1909-ben 40 darab, a kkStB 329 sorozatba tartozó osztrák gőzmozdony beszerzése, mellyel sikerült a magyarországi vasúti személyszállítás nehézségeit hónapok alatt megoldania, minőségromlását visszafordítania. 1920-ban ment nyugdíjba.

## Kitüntetései
- a Lipót Rend lovagkeresztje (1915)[6]